# Hobbles

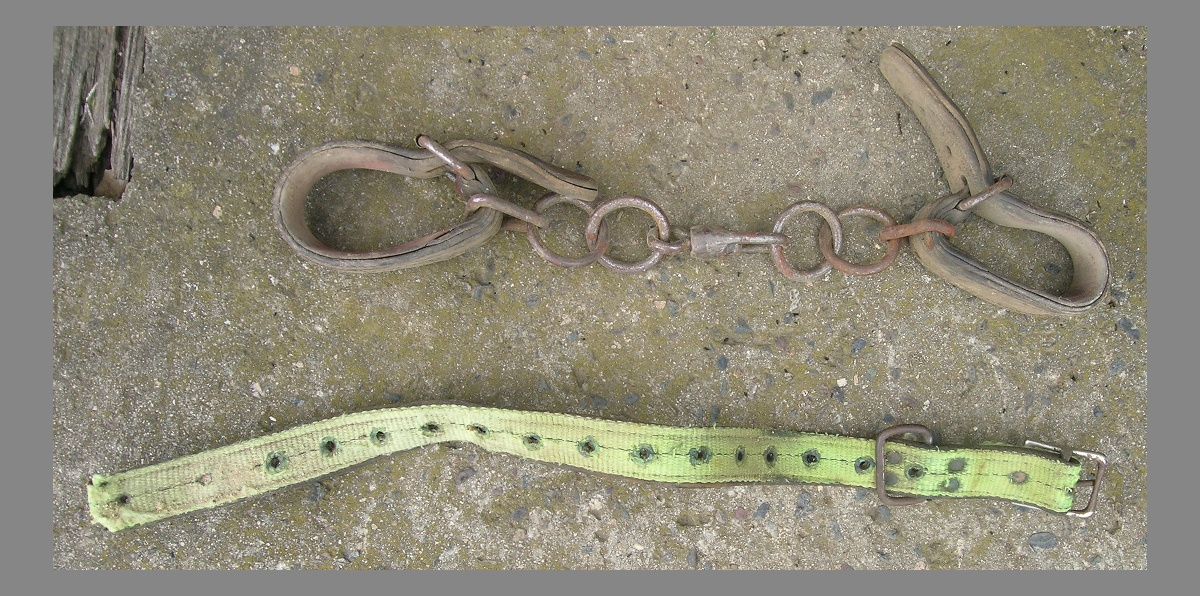
Hobbel

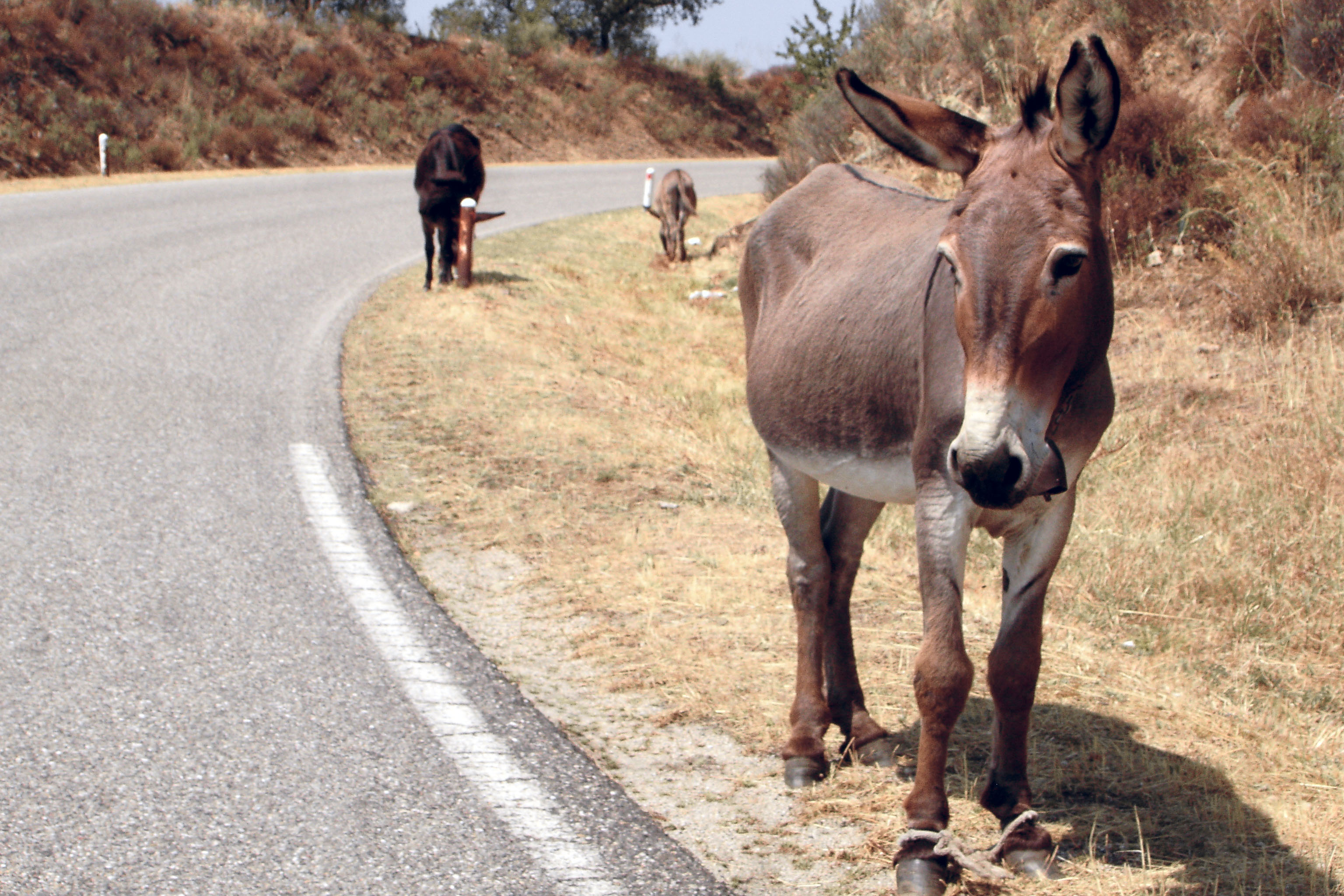
Gehobbelter Esel

Hobbles, auf Deutsch Tüddern  oder Hobbel, (in der Regel im Plural gebraucht) ist der Begriff für Fußfesseln von Pferden. Ein altes Wort dafür ist „Haile“, die im Stadtwappen von Bönen abgebildet ist. Sie werden in freiem Gelände zum Teil benutzt, wenn keine andere Möglichkeit besteht, ein Pferd anzubinden, oder seltener auch, um dem Pferd zum Grasen – zum Beispiel über Nacht – einen größeren Bewegungsspielraum zu bieten als beim Anbinden. Es gibt Hobbel in ganz verschiedenen Ausführungen, vom geknoteten Hobbel aus Rohhautseil bis zum breiten, gepolsterten Hobbel aus Leder.
Das Hobbeln war vor allem zur Zeit der großen Viehherden in Amerika bei den Viehtreibern (Cowboys, Gauchos) verbreitet. Sie banden ihren Pferden bei einer Rast die Vorderbeine mit einem Abstand von wenigen Dezimetern zusammen, um sie am Weglaufen zu hindern. Die Pferde konnten so zwar kleine Schritte machen und sich ein wenig bewegen und grasen, aber es war ihnen unmöglich, weit wegzulaufen oder zu galoppieren.
Auch heute wird mancherorts das Hobbeln noch eingesetzt, insbesondere in südlicheren Ländern und in Amerika. Manche Pferde finden allerdings recht bald heraus, wie sie trotz der Fesseln Hüpfer machen können und so trotzdem relativ schnell vorwärtskommen; für solche Pferde benutzen manche Reiter Hobbel, die an drei Beinen des Pferdes befestigt werden und dadurch die Sprünge verhindern.
Ein gehobbeltes Pferd sollte nie ohne Aufsicht gelassen werden. Zur dauerhaften Fixierung des Tieres ist die Methode nicht geeignet, da durch die Fesseln leicht Verletzungen der Haut verursacht werden können. Pferde benötigen eine gewisse Gewöhnung an das Hobbeln. Sie müssen das Gefühl, gefesselt zu werden, erst langsam lernen.
Karl May beschreibt diese Art des Anbindens oft in seinen Romanen über den Wilden Westen.

## Training
Auch, wenn der Gebrauch von Fußfesseln im Rahmen von Transport und Haltung in Deutschland verboten ist, gibt es heute noch Trainer, die es als wichtigen Bestandteil der Ausbildung und des Gelassenheitstrainings eines Pferdes betrachten, dem Pferd das Dulden von Fußfesseln anzutrainieren. Dies kann in bestimmten Situationen das Unfall- und Verletzungsrisiko senken, z. B. wenn das Pferd sich unbeabsichtigt mit den Beinen in Seil oder Draht verfängt, oder wenn bei einem medizinischen Eingriff zur Sicherheit des Tierarztes Fußfesseln an die Hinterfüße angelegt werden.

## Rechtliches
In Deutschland definieren die Leitlinien zu Umgang mit und Nutzung von Pferden unter Tierschutzgesichtspunkten des Bundesministeriums für Ernährung und Landwirtschaft seit 2020 in einem Abschnitt zum Transport von Equiden das Anlegen von Fußfesseln bei Pferden als tierschutzwidrig.

Bereits 2017 gibt die Tierärztliche Vereinigung für Tierschutz e. V. ein Merkblatt zur Beurteilung tierschutzgerechter Haltung in Zirkusbetrieben heraus, in dem sie feststellt: 
„Tüddern oder Hobbeln von Pferden (Anpflocken oder Zusammenbinden der Gliedmaßen), um ein Weglaufen im freien Gelände zu verhindern, ist verboten, da es bei Fluchtreaktionen infolge Erschreckens zu erheblichen Schäden führen kann.“ 